# GMC
A GMC (siglas de General Motors Company ou Corporation) é a divisão de caminhonetes e caminhões da General Motors. Embora muitos veículos GMC e Chevrolet sejam mecanicamente idênticos, a GMC se posiciona como uma oferta premium para a marca Chevrolet, com veículos de luxo como a série Denali e a série elétrica Hummer EV fora de estrada. Na América do Norte, os veículos GMC quase sempre são vendidos junto com os veículos Buick em concessionárias conjuntas, permitindo que a mesma concessionária comercialize carros e caminhonetes de luxo.

## História

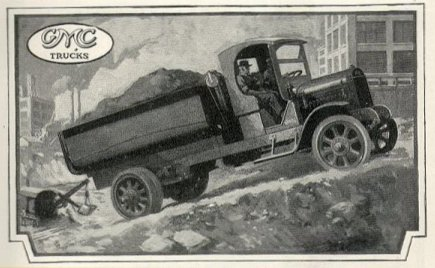
caminhão GMC em um anuncio de 1919

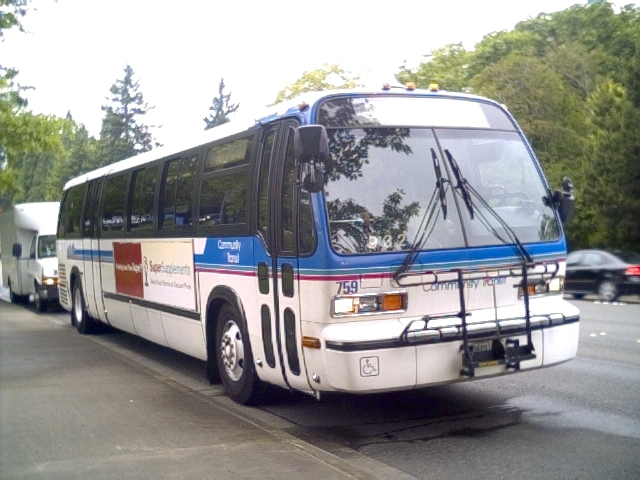
RTS Bus

### Rapid Motor Vehicle Company
Em 1901, Max Grabowski estabeleceu uma companhia chamada de "Rapid Motor Vehicle Company", que desenvolveu alguns dos primeiros caminhões comerciais. Os caminhões utilizavam motores de um cilindro. Em 1909, a empresa foi comprada pelo General Motors para formar a base para a General Motors Truck Company, a partir do qual deu origem aos camiões GMC. 

### GMC Truck
Outra fabricante independente comprado pela GM nesse mesmo ano foi Reliance Motor Car Company. Rapid e Reliance foram fundidas em 1911, e em 1912 a marca é renomeada para "GMC Truck" apresentado na New York International Auto Show. Em torno de 22000 caminhões foram produzidos naquele ano, embora a contribuição da GMC para isso foi um mero total de 372 unidades. 
Em 1916, um caminhão GMC atravessou o país a partir de Seattle para Nova York, em trinta dias, e em 1926, um  caminhão de 2 toneladas GMC foi conduzido a partir de Nova York San Francisco em 5 dias e 30 minutos. Durante o Segunda Guerra Mundial, a GMC truck produziu 600000 veículos pesados para utilização pelo Exército dos Estados Unidos.
Em 1925, a GM comprou o controle da Yellow Coach Autocar, um fabricante de Chicago, Illinois, que foi fundada por John D. Hertz. 

### GMC Truck and Coach Division
Depois da aquisição da porção restante em 1943, a GMC truck é renomeado para GMC Truck and Coach Division, fabricando  ônibus urbanos e interurbanos no Canadá e nos Estados Unidos até a década de 1980. GM enfrentando o aumento da concorrência nos finais dos anos 1970 e 1980  deixou de produzir ônibus. Em 1987, a GMC posteriormente vendeu os seus modelos de ônibus Transporte Manufacturing Corporation (também sob Motor Coach Industries no Canadá) e, mais tarde a NovaBus.
Em 2002, foi publicado o livro GMC: The First 100 Years, contando a historia completa da empresa. 
Em 2009, a GMC encerrou a produção de caminhões comerciais de médio porte após mais de 100 anos, deixando esse segmento para a Chevrolet

## GMC vs Chevrolet
Embora os caminhões GMC e Chevrolet sejam praticamente idênticos, as suas diferenças têm variado ao longo dos anos. Tradicionalmente, a GM tem tido vários arremates a partir da Chevrolet (ou seja, grade, emblemas, etc), maior opções de motor, e geralmente um preço mais elevado.  
Entre 1962 e 1972, a maior parte dos veículos GMC foram equipados com faróis quádruplos, enquanto os seus equivalentes Chevrolet foram equipados com faróis duplos.  
Começando em 1973, a GM inicia a introdução da nova serie de caminhões "linha arredondada", e por isso os caminhões Chevrolet e GMC se tornam ainda mais semelhantes, pois termina com a produção dos GMC com faróis quádruplos e define o padrão Chevrolet para os GMC por mais de trinta anos. Durante este período, os modelos irmãos das duas empresas (Silverado/Sierra, Blazer/Jimmy, Tahoe/Yukon, etc) partilham tudo excepto guarnições e preço. 
A GMC começou recentemente uma divergência entre o projeto em duas linhas com o modelo 2007 Silverados e Sierra, que têm ligeiras diferenças nas formas do seu corpo painéis e visão global. 
Hoje na sua maior parte, GMC oferece os mesmos modelos disponíveis da marca Chevrolet. A Sprint, por exemplo, foi um Chevrolet El Camino que recebeu o emblema da GMC e a Sierra que é um Chevrolet Silverado com emblema da GMC nos Estados Unidos. GMC normalmente é vendido por concessionários ou em parceria com a Pontiac e Buick, tipicamente em volumes menores do que os equivalentes Chevrolet. os veículos GMC são posicionados como a gama professional dos veículos equivalentes das versões Chevrolet. caminhões, carrinhas e SUV oferecem mais opções e recursos padrão do que os Chevrolet, ao mesmo tempo que muitas vezes os Chevrolet é oferecido como um carro de nível de entrada.
No Canadá, é vendido pelas concessionárias GMC-Pontiac Buick, geralmente em volumes equivalentes ou superiores aos equivalentes da Chevrolet, em 2007 é lançado o GMC Acádia, um crossover SUV, que é o primeiro da empresa com chassis monobloco. O modelo equivalente da Saturno é o Outlook.

## GMC Brasil
A GMC comercializou seus produtos no Brasil entre 1997 e 2001, chegando a possuir 6% do mercado de veículos brutos, mas descontinuou suas linhas devido as mudanças econômicas.

## Linha de veículos GMC atualmente
GMC atualmente fabrica SUVs, camionetes, vans, veículos comerciais leves, caminhões pequenos. abandonando a fabricação de caminhões de bombeiros, ambulâncias, caminhões grandes e médios, veículos militares, motorhomes e ônibus.

## Galeria de modelos

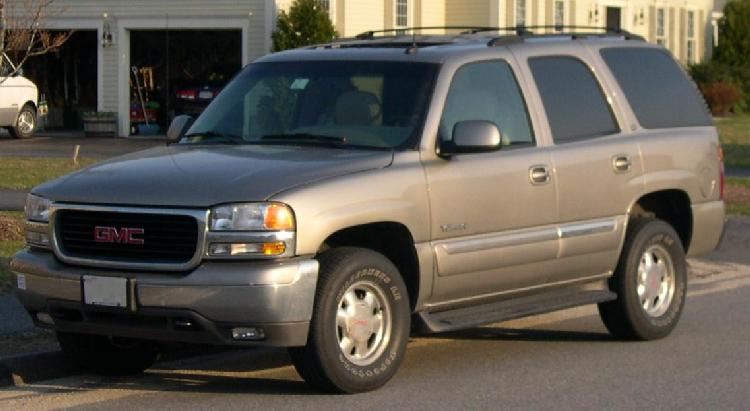
GMC Yukon 2004
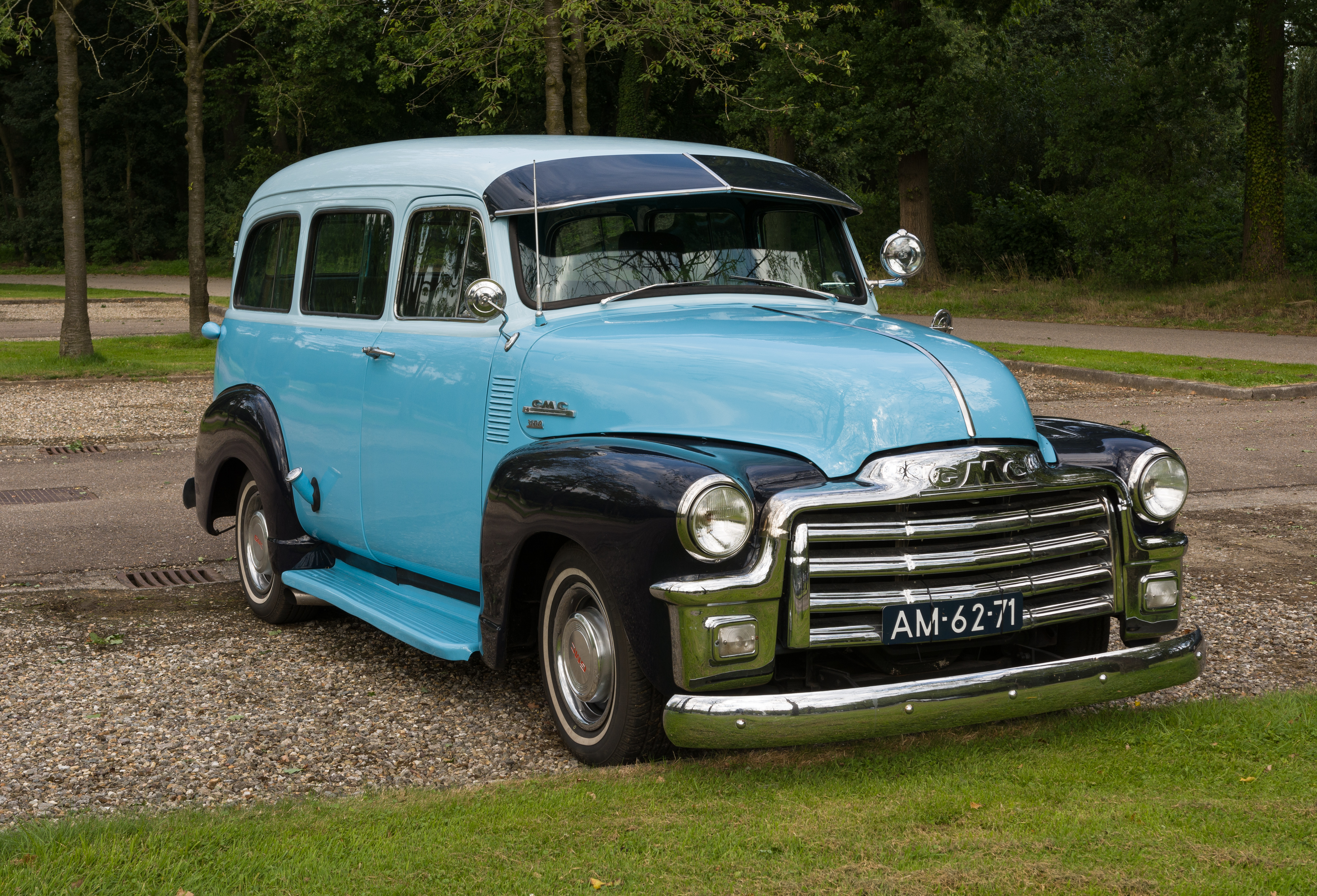
GMC 3100
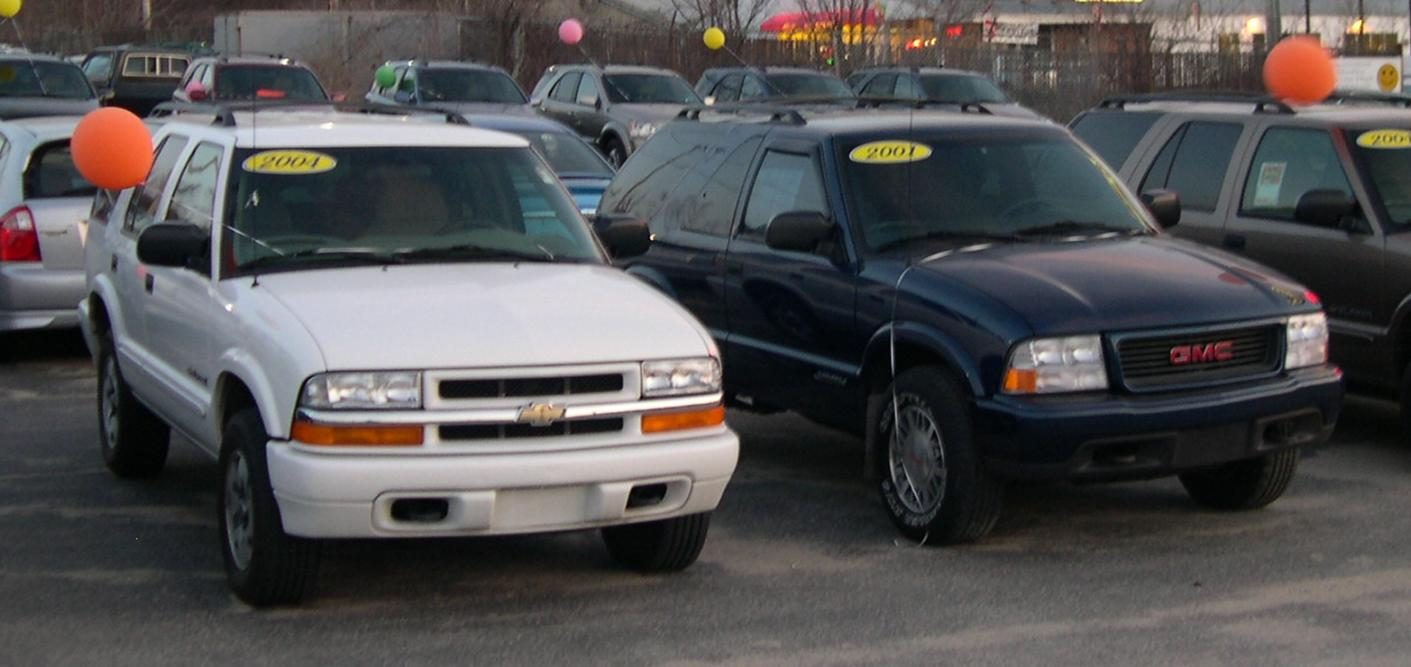
S-Blazers Chevrolet e GMC
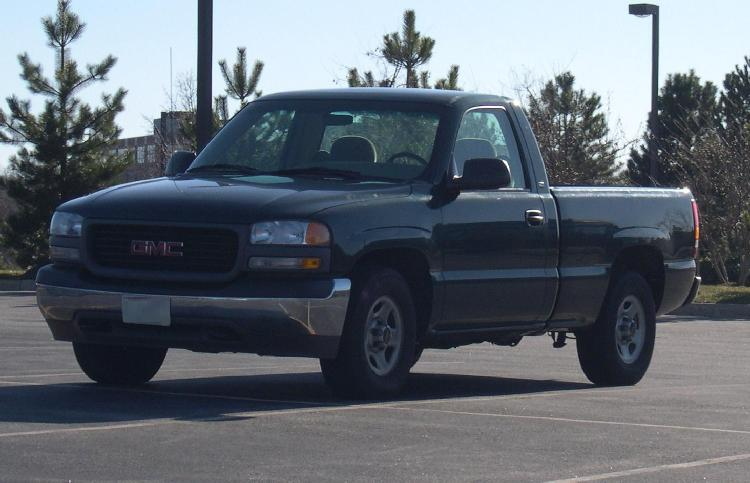
2002 GMC Sierra
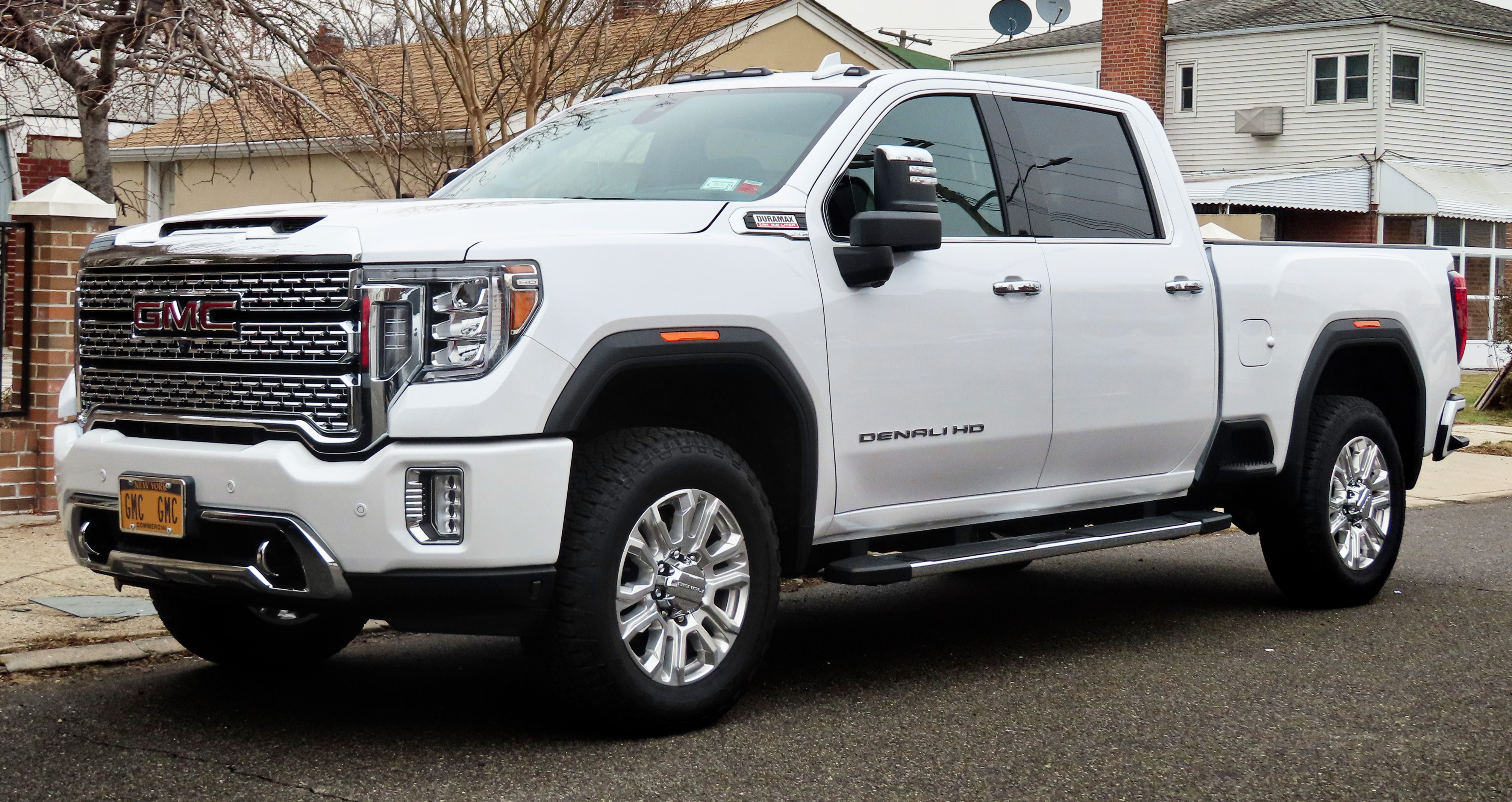
2020 GMC Sierra
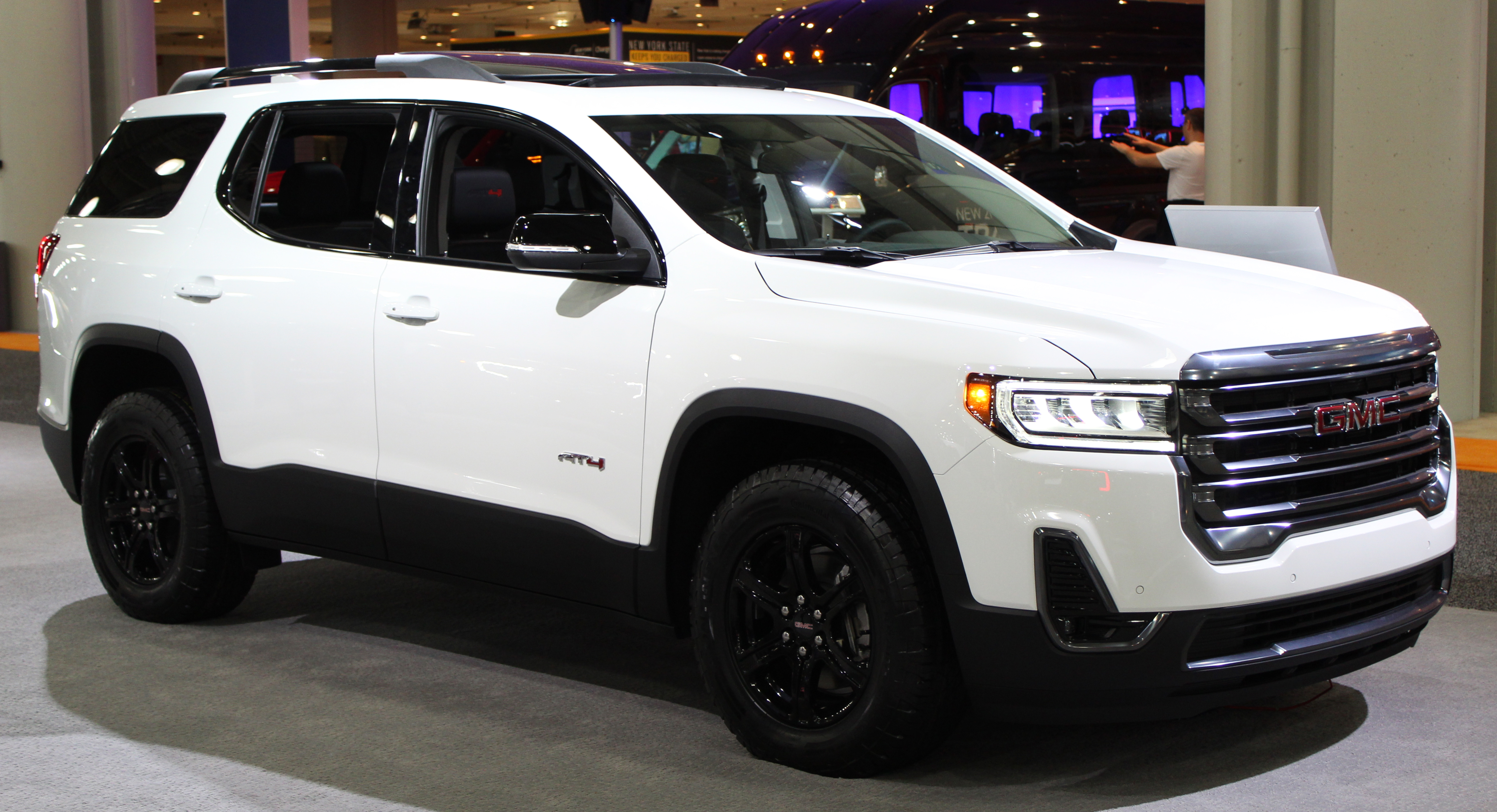
2020 GMC Acadia
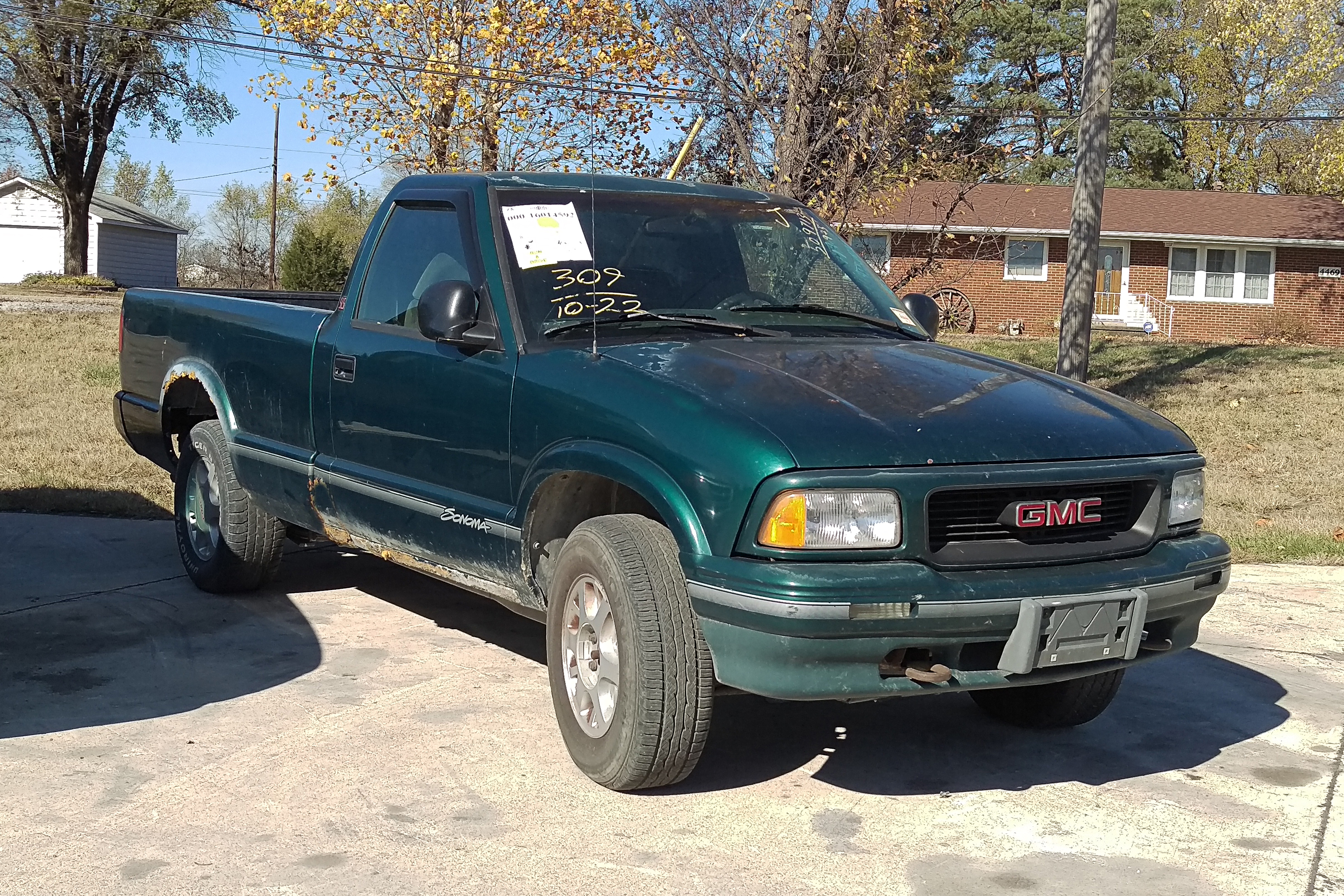
GMC Sonoma
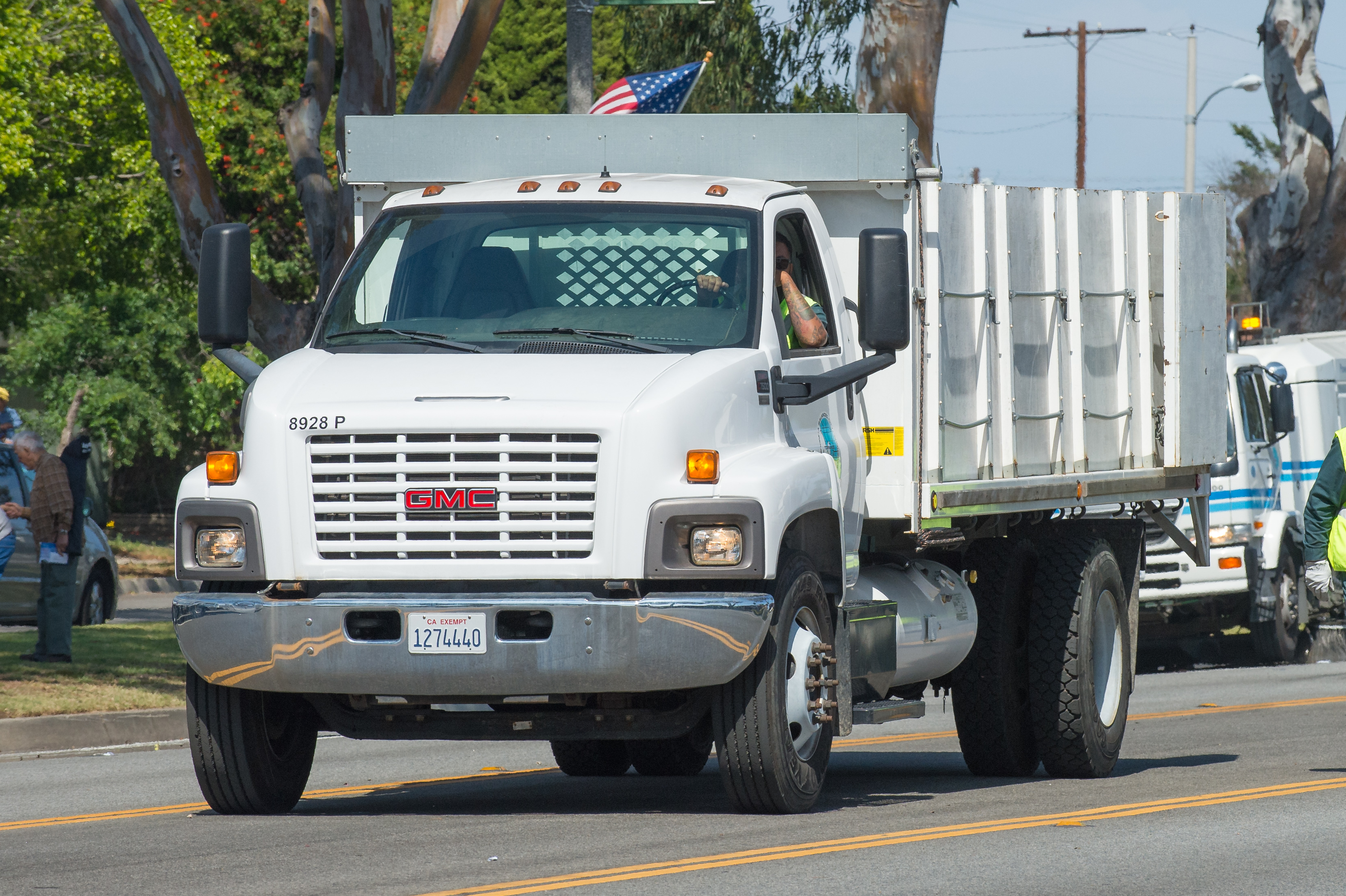
GMC C7500
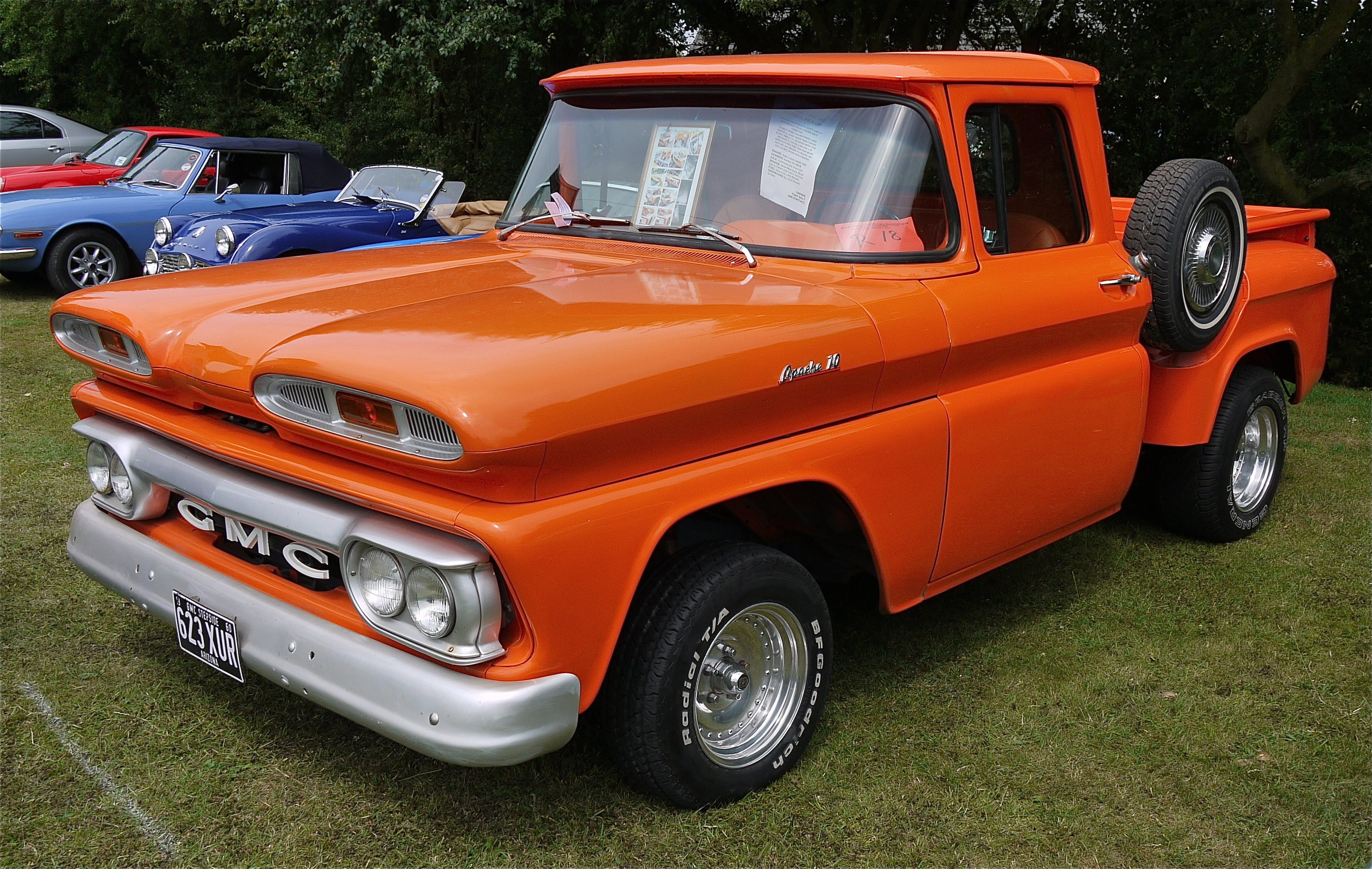
1960 GMC Apache

## Modelos de passeio
- Caballero (1978 - 1987)
- Canyon (2004 - presente)
- Sierra (1999 - presente)
- Sonoma (1982 - 2003)
- Sprint (1971-1977)
- Syclone (1991)
- Acadia (2007 - presente)
- Envoy (2001 - presente)
- Jimmy (1969 - 2005)
- Tracker (vendido apenas no Canadá)
- Traverse (2007-presente)
- Typhoon (1992 - 1993)
- Suburban (1937 - 1999), renomeado Yukon XL (2000 - presente)
- Yukon (1992 - presente)
- GMC Chevette (Modelo vendido na Argentina equivalente ao Chevrolet Chevette)

## Modelos comerciais
- GMC 3500HD (Equivalente a Chevrolet Silverado vendida no Brasil)
- GMC 5-90
- GMC 7-110
- GMC 12-170
- GMC 14-190
- GMC 15-190
- GMC 16-220

## Ônibus
- GMC PDA-3703 - Super Cruiser
- GMC PD-3751
- GMC PD-4101 (chegou ao Brasil importado pela Viação Cometa em 1961)
- GMC PD-4103 (chegou ao Brasil importado pela Viação Cometa em 1961)
- GMC PD-4104 (chegou ao Brasil importado pela Viação Cometa em 1953)
- GMC PD-4105 - Scenic Cruiser
- GMC PD-4106 - Silver JET
- GMC PD-4107 - Scenic JET 71"
- GMC PD-4108 - Scenic JET 72"
- GMC PD-4905 (P8M4905A) - Scenic JET 71" Largo